# Broaryd
Broaryd is een plaats in de gemeente Gislaved in het landschap Småland en de provincie Jönköpings län in Zweden. De plaats heeft 277 inwoners (2005) en een oppervlakte van 67 hectare.

## Verkeer en vervoer
Bij de plaats loopt de Länsväg 153.